# 日本贸易振兴机构
日本贸易振兴机构（日语：／ Nihon-bōeki-shinkōkikō */?）是一个位于东京都港区的经济产业省主管的独立行政法人。

## 历史
2003年10月1日JETRO成立，最早之前身是1951年在大阪市由日本贸易会成立的財團法人海外市场调查会。截至2011年5月，JETRO在55个国家设有73个办事处，在日本设有36个办事处，员工总数为1,500人。主要宗旨是促进日本企业进军海外，也邀请外商来日投资，加强与亚洲等各国的经济合作。